# ویلیامزویل (نیویورک)
ویلیامزویل (به انگلیسی: Williamsville) یک روستا در ایالات متحده آمریکا است که در شهرستان ایری، نیویورک واقع شده‌است. ویلیامزویل ۳٫۲ کیلومتر مربع مساحت و ۵٬۳۰۰ نفر جمعیت دارد و ۲۰۶ متر بالاتر از سطح دریا واقع شده‌است.